# David Mendes Silva
David Mendes Silva, conocido como David Silva (Coímbra, Portugal, 11 de octubre de 1986) es un futbolista portugués naturalizado caboverdiano. Juega de centrocampista y su actual equipo es el SC Olhanense de la Primera División de Portugal. 

## Selección nacional
Ha sido internacional con la Selección de fútbol de Cabo Verde, ha jugado 1 partido internacional.

## Trayectoria
David Mendes Silva se formó en los equipos inferiores del Oporto, donde llegó a jugar hasta equipo B, recalando luego en el Academica (05/07), posteriormente en el Tourizense (07/09) y luego se marchó al fútbol búlgaro. En Bulgaria militó en el Lokomotiv Mezdra hasta que el CSKA de Sofía, uno de los grandes clubs del país, se hizo con sus servicios.
En 2009 ha estado a las órdenes del exjugador del Valencia y Compostela Lubo Penev, que dejó su cargo el 13 de enero de 2010 por serias discrepancias con la directiva en cuanto a objetivos deportivos. David Mendes Silva ha jugado siete partidos y ha marcado un gol en la liga búlgara.
En enero del 2010 llega cedido al CD Castellón donde permanece hasta final de temporada y se marcha al concluir la misma al Kilmarnock FC escocés.

## Clubes
| Club                        | País     | Año       |
| --------------------------- | -------- | --------- |
| FC Porto B                  | Portugal | 2003-2005 |
| Académica de Coimbra        | Portugal | 2005-2007 |
| Grupo Desportivo Tourizense | Portugal | 2007-2009 |
| PFC Lokomotiv Mezdra        | Bulgaria | 2009      |
| PFC CSKA Sofia              | Bulgaria | 2009-2010 |
| CD Castellón                | España   | 2009-2010 |
| Kilmarnock FC               | Escocia  | 2010-2012 |
| SC Olhanense                | Portugal | 2012-     |